# 197-я стрелковая дивизия (3-го формирования)
197-я стрелковая дивизия (197 сд) — воинское соединение Вооружённых Сил СССР, принимавшее участие в Великой Отечественной войне.
Боевой период — с 12 июля 1943 года по 1 марта 1944 года и с 18 апреля 1944 года по 11 мая 1945 года.

## История
Дивизия была сформирована в мае 1943 года в селе Хавки Веневского района Тульской области на основе 120 стрелковой бригады (II формирования) и 147 курсантской стрелковой бригады. К 20 мая части дивизии, в основном, были сформированы и приступили к занятиям по боевой и политической подготовке. 30 июня дивизия вошла в состав 53 стрелкового корпуса 11 армии Резерва Ставки.

### Освобождение Брянщины
В период 22−25 июля 1943 года части дивизии приняли участие в Орловской наступательной операции и освободили 11 населённых пунктов, включая Яшинский, Ловатянка, Мокрый Верх, Катуновка, Берестна. С 9 августа дивизия входит в состав 25 стрелкового корпуса. Утром 12 августа дивизия принимает участие в наступательных действиях около Карачева. В частности 828 сп дивизии с исходного рубежа Суханка, Пасека, преодолел 2 линии траншей с мощными инженерными заграждениями вышел на рубеж восточнее окраины Красовский, северо-западнее окраины Малая Семёновка. В течение 16-17 августа дивизия уничтожает прикрытия противника в населённых пунктах Жиркины Дворы, Монастырский, преследуя отходящего на запад противника общим направлением на Вереща, Крутки. В 20-х числах августа дивизия овладела западной частью населённого пункта Философов Завод. 11 сентября дивизия продолжила наступление: 828 сп, обойдя узел обороны Журиничи с юга, вышел через н.п. Жара на рубеж Малое Полпино, 862 сп наступал через зону минирования на юг между рекой Понемель и ручьём Подкрутный и вышел к изгибу узкоколейки, 889 сп — достиг станции Белые Берега (через Философов завод, Бабинка).12 сентября полки дивизии, двигаясь по железной дороге, северному берегу реки Снежеть и лесной дороге через отметку 162,8 прошли Большое Полпино, очистили в уличных боях посёлок им. Толстого и посёлок им. Володарского (левобережные части города Брянск), вышли на восточный берег реки Десна, к городу Брянск. 17 сентября 197 сд вторым эшелоном вошла в город Брянск. В тот же день был подписан приказ о присвоении 197 сд почётного звания Брянской. В течение 17 сентября 197 сд освободила населённые пункты Карачиж, Тимлевка, Супонево,Верный путь,Балахоновка,Антоновка,Добрунь, Тешеничи, пос. Новая Слобода. К 19 сентября дивизия освободила 29 населённых пунктов: 828 сп форсировал реку Судость и вышел на рубеж отм.184,7, 1 км к юго-востоку от н.п Кучеево, Голубинский-Выдвиженец, 889 сп вышел на рубеж н.п. Колычово. 20 сентября воины дивизии захватили склад с боеприпасами в лесу севернее н.п. Красное, до 60 вагонов с ВВ в Коростовка. К 21 сентября 197 сд закончила форсирование реки Судость и реки Уса, овладела н.п. Игрушино, пересекли дорогу Почеп-Алексеевск. 22 сентября отряд конников дивизии захватил станцию Северная Рассуха. Вечером 22 сентября 197 сд вместе с 217 сд атаковали город Унеча. К утру 23 сентября он был освобождён. Было уничтожено 55 и захвачено в плен 53 гитлеровца. В этот же день дивизия была представлена к награждению Орденом Красного Знамени. 24 сентября дивизия заняла 28 населённых пунктов и вышла на рубеж Гнилуша-Воровского. В течение 25 сентября 862 сп овладел Поконь, 889 сп — Прудок, 828 сп -Гута Корецкая. 27 сентября 862 СП вышел на рубеж: — восточнее окраины н.п. Александровка, 826 — западнее окраины Фёдоровка. 28 сентября дивизия вышла на левый берег реки Беседь: 862 сп — роща, 3 км к юго-востоку от н.п. Макаричи, 828 сп — Красная Гора, 889 сп -Елюга. 29 сентября 197 сд преследует противника в направлении Колюды с выходом на Кургановка, Даниловка, Сосновка, небольшие части форсировали реку Беседь и захватили плацдарм на правом берегу. 862 сп овладел восточной окраиной Палужская Рудня и закрепилась на левом берегу реки Полуж. 828 сп форсировал батальоном реку Беседь в районе Красная Гора. 889 сп ротой форсировал реку Беседь и закрепился восточнее отметки 146,1. 30 сентября 889 сп продолжал форсировать Беседь, занял высоты и к исходу дня достиг рубежа Ново-Борисов — Даниловка.828 сп форсировал Беседь в районе Ширки и вышел на рубеж Новая Деревня. 862 сп овладел Палужская Рудня и следуя вторым эшелоном достиг Колюды. 1 октября 862 сп, ведя бой с танками противника, овладел н.п. Заручье и отм.151,6. 828 сп форсировал реку Колпита, овладел н.п. Полесье и вышел на рубеж Передовик, 889 сп вышел на рубеж . Заручье. ОвладевПолесье, дивизия вышла на белорусскую землю.

### Освобождение Белоруссии
2 октября 862 сп по маршруту Коммунар, Осиновка, Слободка вышел на рубеж Дальний Колодезь и разведку в направлении Васильевка.828 сп — Загорье, Благодать. 889 сп по маршруту через 153.7 и 148.4 вышел на Бобровский и отметку 141.8. С 3 октября 197 сд переходит в состав 53 стрелкового корпуса. С 22 ноября 1943 года 197 стрелковая дивизия принимает участие в штурме н.п Лопатино и Ерёмино.26 ноября преследует противника в направлении Уваровичи, Будиевка, Потаповка с задачей выйти на рубеж Потаповка -Медведев. 28 ноября подразделения дивизии преследуют противника в направлении Победа, Хмельное, Новая Слобода, Красный Октябрь, Кутганы. 29 ноября дивизия наносит удар по Мошки, Салтановка с ближайшей задачей овладеть Галы, Дёмино. 30 ноября — удар по Муравей, Минино-Лядо. В ночь на 2 декабря 197 сд преследует отступающего противника на протяжении 20 км, освободив 15 населённых пунктов. 828 сп вступил в бой 1 км южнее Святое, 889 сп — севернее окрестностей Первомайский, 862 сп — в 1,5 км к северо-востоку от н.п. Парасля. 3 декабря действия дивизии были охарактеризованы, как «пассивные», отмечено «отсутствие связи с ушедшим вперёд соседом — 96 сд. Более того, батальон 197 сд обстрелял из ручных пулемётов подразделения 96 сд». Вечером 889 сп располагался в 500 метров восточнее реки Окра, в р-не хутора Старая Рудня, 862 сп — 1 км восточнее Старая Рудня, 828 сп (2 эшелон, окрестности хутора Селивоновские, отм. 148.5). 4 декабря дивизия, преследуя противника, ведёт бой: 889 сп — южнее окрестностей свх Хальч, 862 сп — западнее окрестностей свх Хальч. 5 декабря 197 сд перешла в оперативное подчинение 25 ск. 2 февраля 1944 года два батальона 889 сп и один батальон 828 сп вели бой 200—300 метров восточнее н.п. Дуброва. 4 февраля дивизия овладела Дуброва и к 18.00 ведёт бой на рубеже: 828 сп — южнее Притыка, 862 сп -севернее Мартыновка,889 сп — западнее окрестностей Дуброва. 27 февраля 197 сд выведена в резерв.

### Бои на Украине и в Польше
23 апреля части дивизии вошли в состав 120 стрелкового корпуса 3-й гвардейской армии.13 июля, в ходе наступления, 197 сд освободила 21 населённый пункт, включая Твердыни, Кисилин и вышла на рубеж Киселинка. К вечеру 14 июля дивизия овладела высотами в районе Озютичи, озера Брусилов, Рудня и форсировала реку Турья. 15 июля дивизия отбила 2 контратаки и вышла на рубеж Жакун, Молчанов, Александровка. 17 июля дивизия вела бой на рубеже Осередке Стары — высота 214,5 — Могильное. 20 июля, преследуя отходящего противника,197 сд овладела городом и жд станцией Владимир-Волынский, 828-й и 862-й сп вышли на государственную границу на рубеже Выдранка-Залужье. 21 июля 828 сп переправился на западный берег реки Западный Буг.25 июля дивизия вела бой в предместьях г.Красныстав. 29 июля 197 сд ведёт бой юго-западней окрестностей Юзефув, северо-западней окрестностей Рыбитвы, Нешава 30 июля — 889-й стрелковый полк переправился на остров на реке Висла. Батальон полка форсировал реку Висла и предпринял атаку Лесьне-Халупи, но успеха не имел.
7 августа дивизия овладела Лесьне-Халупы и вела бой за овладение колонией Цишица. В течение 11-14 сентября немецкие войска предприняли многочисленные контратаки с целью ликвидации плацдарма на западном берегу Вислы (Дороткинский плацдарм). Дивизия вынуждена была оставить Лесьне-Халупы и была оттеснена от Цишица. Потери — около 70 % личного состава и вся артиллерия, находившаяся на прямой наводке. 13 сентября умер от ран исполняющий обязанности начальника штаба 197 сд майор Румянцев П. В., участвовавший в отражении атаки противника.
15 сентября дивизия отступила на восточный берег Вислы, на западном берегу в качестве прикрытия оставлено 50 человек во главе с капитаном Фёдоровым.

### Бои в Германии
В январе 1945 года 197 сд приняла участие в Висло-Одерской операции. 8 января 828 сп разгромил два батальона в Кребен, главные силы — на подходе к Когажице.
29 января 862 сп прочёсывает лес в районе Ленч (3 км юго-восточней Лисса), 889 сп -Ленч и южнее Дамбич, 862 сп — марш из Рейзен на Тарлан. 30 января дивизия преследует противника в направлении Фрауштадт: 828 сп — Штроппен,862 сп — Тарпен,889 сп подход к Крашен. 31 января, 197 сд, обойдя с юга ведёт бой за Фрауштадт. 889 сп вошёл в Нидер. 1 февраля части дивизии вели бой за Кутлау и севернее опушки рощи южнее Нейкранц. 2 февраля полки дивизии разгромили гарнизон Лангемарк, овладел Нейкранц, Хекрихт, станцию Глохишдорф и захватили перекрёсток дорог в 2 километрах южнее Альт-Дрибиц. 3 февраля дивизия овладела Грохвиц: 828 сп — 1 км восточнее Глогейхе, 862 сп — южнее окр Грохвиц, 889 сп — ведёт бой на западной опушке леса восточнее Кутлау, Мотвиц. 5 февраля 828 сп вышел на реку Одер в районе парома, 2 км зап Скейден, 862 и 889 сп — овладели Скейден, бой за Бушхов, станцию Даммфельд. 11 февраля -бой за Гредиц, Цербау. 14 февраля дивизия переправляется на южный берег реки Одер: 828 сп занимает Нидер-Хермсфдорф , 862 сп — Фребель, 889 сп — Обер-Хермсфдорф, восточная часть Цербау. 16 февраля 197 сд переходит в состав 21 стрелкового корпуса. 18 февраля 828 сп вёл бой восточнее Гаммерсдорф, 862 сп — восточнее Форштадт, 889 сп — на перекрёстке дорог, в 4 км восточнее Губен.19 февраля 828 сп занял Мюккенберг, 862 сп находился в 200 метров восточнее Губен, группа домов Гроссенер Форштадт. К 22 февраля дивизия пробилась к центру Губена. 13 апреля дивизия возвращается в состав 120 стрелкового корпуса. 17 апреля дивизия участвует в наступлении на Котбус, захватывает Носдорф, Клейн-Ямно. 18 апреля 197 сд наступает на Клинге (заняла вечером) и очищает Госда. 22 апреля дивизия ведёт бой за Люббен,Треппендорф. 28 апреля дивизия очистила
Шлепциг, атаковала Лейпш. 29 апреля 889 сп очистил Земмелей, 828 сп — Фрейдорф, 862 сп находился юго-восточней Бризен. 1 мая дивизия достигла района около Шеневейде, Куммерсдорф. В ночь с 1 на 2.05 828 сп имел боестолкновение с противником до 5000 человек, 5 танками, захватил до 900 пленных. 5 мая дивизия переправляется через Эльбу в районе Мориц и сосредотачивается на западной окраине Обермушютц. 6 мая полки 197 сд овладели Шириц, Церен и город Майсен, прикрывающий подступы к Дрездену. За проведение указанной операции дивизия была награждена Орденом Кутузова 2 степени. 7 мая дивизия овладела к вечеру городом Вильсдруф. 8 мая подразделения дивизии ведут бой за Вендр-Карсдорф, вошёл Эльза, Рабенау. 8 мая дивизия с боями пересекла чехословацкую границу. Ещё до границы, в районе Гайзинг 889 сп был посажен на автомашины и вместе с 261 ап вошёл в город Прага. Другие полки и подразделения дивизии к 11 мая сосредоточились в районе Горомержице, Копанина, Пржилепы — 5 километров западнее Праги. Дивизия была расформирована в июне 1945 г.

## Награды дивизии
- 17 сентября 1943 года — почётное наименование «Брянская» — присвоено приказом Верховного Главнокомандующего от 17 сентября 1943 года в ознаменование одержанной победы и отличие в боях при форсировании реки Десна и освобождение города Брянска.
- 23 сентября 1943 года —  Орден Красного Знамени — награждена указом Президиума Верховного Совета СССР от 23 сентября 1943 года за образцовое выполнение боевых заданий командования на фронте борьбы с немецкими захватчиками и проявленные при этом доблесть и мужество.[57]
- 4 июня 1945 года —  Орден Кутузова II степени — награждена указом Президиума Верховного Совета СССР от 4 июня 1945 года за образцовое выполнение заданий командования в боях в немецкими захватчиками при ликвидации группы немецких войск, окружённой юго-восточнее Берлина, и проявленные при этом доблесть и мужество.[58]

Награды частей дивизии:
- 828-й стрелковый Владимир-Волынский[59] ордена Кутузова[60] полк
- 862-й стрелковый Владимир-Волынский[59] ордена Кутузова[60] полк
- 261-й артиллерийский Владимир-Волынский[59] ордена Кутузова[60] полк
- 418-й отдельный истребительно-противотанковый ордена Александра Невского[60] дивизион/

## Состав
- 828-й стрелковый полк
- 862-й стрелковый полк
- 889-й стрелковый полк
- 261-й артиллерийский полк
- 418-й отдельный истребительно-противотанковый дивизион
- 255-я отдельная разведывательная рота
- 261-й отдельный сапёрный батальон
- 617-й отдельный батальон связи
- 124-й отдельный медико-санитарный батальон
- 160-я отдельная рота химической защиты
- 538-я автотранспортная рота
- 381-я полевая хлебопекарня
- 851-й дивизионный ветеринарный лазарет
- 1792-я полевая почтовая станция
- 1749-я полевая касса Государственного банка

Перечень № 5 Стрелковых, горнострелковых, мотострелковых и моторизованных дивизий, входивших в состав действующей армии в годы Великой Отечественной войны 1941—1945 гг. / А. П. Покровский. — М.: Министерство обороны, 1956. — 218 с.

## Подчинение
| На дату    | Фронт                | Армия                 | Корпус                  |
| ---------- | -------------------- | --------------------- | ----------------------- |
| 22.07.1943 | Брянский фронт       | 11-я армия            | 53-й стрелковый корпус  |
| 09.08.1943 | Брянский фронт       | 11-я армия            | 25-й стрелковый корпус  |
| 03.10.1943 | Брянский фронт       | 11-я армия            | 53-й стрелковый корпус  |
| 20.10.1943 | Белорусский фронт    | 11-я армия            | 53-й стрелковый корпус  |
| 20.12.1943 | Белорусский фронт    | 48-я армия            | 25-й стрелковый корпус  |
| 25.04.1944 | 1-й Украинский фронт | 3-я гвардейская армия | 120-й стрелковый корпус |
| 16.02.1945 | 1-й Украинский фронт | 3-я гвардейская армия | 21-й стрелковый корпус  |
| 13.04.1945 | 1-й Украинский фронт | 3-я гвардейская армия | 120-й стрелковый корпус |

## Командиры
- Попов, Борис Николаевич (16 мая 1943 — 10 августа 1943), полковник.
- Абашев, Фёдор Фёдорович (14 августа 1943 — 18 сентября 1943), подполковник, ВрИД.
- Даниловский Фёдор Семёнович (19 сентября 1943 — 1 декабря 1943), полковник.
- Вдовин, Сергей Андреевич (2 декабря 1943 — 1 февраля 1944), подполковник.
- Даниловский Фёдор Семёнович (2 февраля 1944 — 8 сентября 1944), полковник.
- Абашев, Фёдор Фёдорович (10 сентября 1944 — 1 января 1945), полковник, ВрИД.
- Кантария, Иван Георгиевич (02.01.1945 — 19.02.1945), полковник.
- Красовский, Николай Викторович (18 февраля 1945 — 2 марта 1945), И.О., полковник.
- Красовский, Николай Викторович (3 марта 1945 — 3 апреля 1945), полковник.
- Даниловский, Фёдор Семёнович (4 апреля 1945— июнь 1945), генерал-майор.

## Отличившиеся воины
- Талалушкин, Николай Степанович, красноармеец (посмертно).
- Чигладзе, Серго Гедеванович, мл. сержант (посмертно).
- Касимов, Николай Ефимович, ст. сержант(посмертно).
- Колюжный, Николай Александрович, мл. лейтенант (посмертно).
- Ажимов, Тулебай Хаджибраевич, ефрейтор.
- Алтунин, Александр Терентьевич, капитан.
- Павлюк, Валентин Евстафьевич , майор.
- Саранча, Михаил Ксенофонтович, красноармеец.
- Тюльга, Алексей Николаевич, красноармеец.
- Герасименко, Виктор Михайлович, красноармеец.